# Formica longipilosa
Formica longipilosa es una especie de hormiga del género Formica, familia Formicidae. Fue descrita científicamente por Francoeur en 1973.
Se distribuye por los Estados Unidos. Se ha encontrado a elevaciones de hasta 150 metros. Vive en microhábitats como el forraje, también frecuenta bosques ribereños.